# مارك ديميرس
مارك ديميرس (بالهولندية: Mark Diemers)‏ (11 أكتوبر 1993 بليوواردن في هولندا - ) هو لاعب كرة قدم هولندي في مركز الوسط. لعب مع دي غرافشاب ونادي أوترخت ونادي كامبور.

## وصلات خارجية
- مارك ديميرس على موقع قاعدة بيانات كرة القدم.إي يو (الإنجليزية)
- مارك ديميرس على موقع Soccerway.com (الإنجليزية)
- مارك ديميرس على موقع عالم كرة القدم.نت (الإنجليزية)